# Luis Daniel Beauperthuy
Louis Daniel Beauperthuy Desbonnes (26 de agosto de 1807 - 3 de septiembre de 1871) fue un médico y científico nacido en Basse Terre, Guadalupe y radicado en Venezuela que descubrió el agente transmisor de la fiebre amarilla.
Al año siguiente de graduarse en medicina en la Universidad de París en 1837, es enviado como viajero naturalista del Museo de Historia Natural de París a Venezuela, llega a Cumaná y de allí pasa a  Maturín desde donde realizó numerosos envíos de ejemplares de minerales, flora y fauna . En 1840 se radica de manera definitiva en Cumaná. Luego de revalidar su título en la Universidad Central de Venezuela a en 1844 comenzó a ejercer la medicina y la investigación científica la cual le conduciría a establecer en 1853 que la fiebre amarilla se transmitía mediante un mosquito y no por el aire como hasta entonces se creía.

## Primeros años
Beauperthuy era descendiente de una distinguida familia francesa natural de la región de Périgord, actual departamento de la Dordogne en Francia. Nació en la colonia francesa de Guadalupe el 26 de agosto de 1807. Su abuelo Pierre Daniel Beauperthuy, hijo de Daniel Beauperthuy y Elisabeth Lauthrelle, era natural de la población Perigueux en Francia, fue profesor de Cirugía y nombrado "Cirujano del Rey" por Luis XV y designado para viajar a las Antillas. En 1754 llegó a Santa Rosa en la isla de Guadalupe como médico del Hospital Militar y se casó con Isabel Rouy-Moulens en 1780, de cuya unión nació el padre de Beauperthuy, Pedro Daniel, quien estudió la química de las farmacias estableciéndose como farmacéutico a la par que se dedicó con mucho esfuerzo a la explotación industrial de salinas en San Martín. Se casó con Marie Laurence Desbonnes en 1805 teniendo seis hijos de los cuales el segundo fue Luis Daniel.
Desde pequeño estuvo en contacto con la naturaleza y en especial con la botánica que utilizaba su padre en el negocio farmacéutico. Vivió rodeado de las comodidades y seguridad de un hogar próspero y bien establecido. A la temprana edad de catorce años fue enviado a estudiar bachillerato (bachó) a París hospedándose en el Barrio Latino en 1822.

## Formación académica
Luego de titularse como bachiller en letras en 1828, Beauperthuy se inscribió en la Facultad de Medicina de París y el 12 de septiembre de 1837 obtuvo el título de Doctor en Medicina. Además de las materias de la cátedra, Beauperthuy recibió enseñanzas de microscopía fuera de la Universidad ya que para ese entonces no se había establecido el regular uso del microscopio en la medicina. De igual forma asistió a lecciones de zoología en el Museo de Historia Natural durante las cuales se familiarizó con las colecciones de flora y fauna del museo y que habían sido recogidas por Humboldt y Bonpland. Sin duda estas consecuentes visitas al museo le marcarían el deseo de llegar a ser viajero naturalista. Es durante sus estudios que le tocó vivir el derrocamiento del último rey Borbón durante las jornadas de los días 27, 28 y 29 de julio de 1830 cuando se realizó la insurrección liderada por el General Lafayette y que significó el ingreso de numerosos heridos al hospital Hotel Dieu teniendo que incorporarse a la atención de estos, los médicos y estudiantes de la facultad. Más adelante, en 1833, le tocaría asistir nuevamente de voluntario en la epidemia de cólera desatada en París que en tres meses llegó a provocar entre 700 y 800 muertes por día. Estas intensas jornadas afianzarían la solidaridad humana de Beauperthuy con la que siempre ejercería su profesión y que probablemente le valieron el recibimiento como Miembro de la Sociedad Médica del Temple antes de alcanzar su título doctoral.
Interrumpió sus estudios de medicina para viajar a Venezuela a comienzos del año 1834, allí se encontraría con su hermano quien ya se había radicado en Maturín con una sucursal de los negocios familiares. En este viaje aprovechó para realizar numerosas observaciones de la naturaleza en las regiones de los Llanos de Apure y Guárico, Valencia, Valles de Aragua y Caracas algunas de las cuales vertería posteriormente en su tesis doctoral “De la Climatologie”. A su regreso, en 1836, completaría sus estudios en combinación con la práctica profesional en el hospital Hotel Dieu a orillas del río Sena. Ese mismo año tuvo la oportunidad de estar presente en las históricas jornadas del 19 de julio cuando se develó el Arco del Triunfo y en la del 25 de octubre en la Plaza La Concordia cuando le tocó el turno al obelisco de Luxor.

## Viajero naturalista
El 20 de marzo de 1838, el Museo de Historia Natural de Francia le oficializa el cargo de Viajero Naturalista mediante un contrato por tres años, el 29 del mismo mes la Facultad le firma el título de Doctor en Ciencias Médicas y en la primavera emprendió el viaje con dirección a las Antillas desde donde en junio de ese año inicia el envío de muestras al Museo y para a los pocos meses continuar desde Maturín en Venezuela con esta actividad que efectuaría afanosamente durante los próximos años mediante la recolección y debida preparación y envío de cientos de muestras de pájaros, reptiles, mamíferos (cunaguaros, monos, ardillas, etc.), peces, conchas, moluscos,  fósiles y rocas, enriqueciendo la importante colección del museo.

## Cumaná
Al final de su contrato de Viajero Naturalista, Beauperthuy decide quedarse a vivir en Cumaná en 1841, allí se casaría al año siguiente con la venezolana Ignacia Sánchez Mayz y ejercería la medicina como su profesión y medio de ganarse la vida, para lo cual debió revalidar su título ante la Facultad de Medicina de la Universidad Central de Venezuela en Caracas en 1844.  De esta forma continuó su vida como médico venezolano en la ciudad de Cumaná donde, junto con su creciente familia, se estableció en la vida social de la ciudad y comenzó a formarse una base económica y social fundamentada en el aumento del prestigio en el ejercicio de su profesión y sus amplios conocimientos como naturalista, que siempre combinó con una especial sensibilidad para confortar a enfermos y desvalidos, teniendo siempre sus conocimientos a la disposición de todos, no solo en la ciudad de Cumaná sino en los poblados adyacentes por lo cual su buena fama se extendió justamente. 
Desde ese entonces ya se había establecido definitivamente en su nueva patria, compartió amistad con José María Vargas y otros distinguidos hombres de ciencia. También mantuvo las mejores relaciones con los actores políticos de la época, en especial con José Gregorio Monagas a la vez que disfrutaba de su vida familiar y frecuentaba la finca de su propiedad “La Rinconada”, en la vecina población de Cumanacoa. Su casa en Cumaná serviría de reuniones conciliatorias entre los bandos orientales en pugna durante la Guerra Federal.
En 1850 es nombrado profesor de Anatomía en el recién creado Colegio Nacional de Cumaná, para cuyas clases agenció la traída de un modelo anatómico desde París. Sucesivamente el gobierno requirió de sus servicios no solo como docente y médico sino como sanitarista.
En julio de 1853 es testigo de un devastador terremoto que azotó a Cumaná y cuya relación detallada dejaría por escrito en un artículo para un diario de Caracas. A finales de ese mismo año, en octubre, se desata sobre la ciudad una epidemia de fiebre amarilla que se prolongaría hasta finales del próximo febrero.

## Obra científica
Beauperthuy se hacía siempre acompañar por su microscopio acromático Vincent Chevalier siendo de los pioneros en las aplicaciones médicas del mismo, incluso durante sus estudios la Facultad de París no consideraba esa práctica, sin embargo él había tomado cursos de microscopía de manera independiente en esa época. 
Venía observando y analizando detalladamente los enfermos de la entonces llamadas “fiebres miasmáticas” y fue mediante el sistemático estudio de numerosos casos y el establecimiento de relaciones, como fue desechando paulatinamente la idea de una transmisión mediante “absorción pulmonar y cutánea”.
Durante la epidemia de fiebre amarilla en Cumaná en 1853 Beauperthuy fue encargado de dirigir la emergencia, tuvo la oportunidad de efectuar observaciones más detalladas de la etiología, el contagio y el tratamiento de la fiebre amarilla, es así como luego de haber sido controlada la epidemia, Beauperthuy publicó en mayo de 1854 en la Gaceta Oficial de Cumaná, los resultados de esas observaciones en las cuales concluía enfáticamente que dicha fiebre era provocada por un virus vegeto-animal procedente de las materias en putrefacción, el cual era introducido en los cuerpos de la víctimas humanas, mediante los mosquitos o tipularios.
“Los agentes de esta infección presentan un gran número de variedades que no son todas perjudiciales en el mismo grado. La variedad zancudo bobo, de patas rayadas de blanco, en cierto modo la especie doméstica, es la más corriente y su picadura es inofensiva comparativamente a la de otras especies. El puyón es más grueso y venenoso.”
En sus observaciones microscópicas había apreciado que el sulfato de quinina, el arseniato de potasio y el jugo de limón paralizaban los movimientos de los animácuilos. Tomando esto como base aplicó una terapéutica a 392 casos de los cuales apenas siete murieron. Igualmente observó que esta enfermedad atacaba generalmente una sola vez al mismo individuo, señalando que ello se debía probablemente a que el material séptico que introducía el tipulario modificaba la sangre contribuyendo a “disminuir la virulencia del fluido contagioso”.
Durante ese año se produjo un brote colérico en la vecina isla de Margarita que muy pronto llegó a la costa de Cumaná y se extendió rápidamente por la ciudad. Nuevamente Beauperthuy fue encargado de combatir la situación y tomar las medidas sanitarias; en esa oportunidad nuevamente se dedicó, con la ayuda de su microscopio, al estudio de la etiología, transmisión y terapéutica de la enfermedad. Al año siguiente publicó un artículo en la Gaceta Oficial de Cumaná donde expresaba el haber observado vibrones en las heces de los coléricos.
En 1856 escribió una misiva a su antiguo maestro Flourens donde le solicitaba que presentara ante la Academia de Ciencias de Paris la memoria que había realizado con sus observaciones acerca de la etiología, transmisión y terapéutica de la fiebre amarilla y del cólera. Esta memoria fue sometida a la consideración de una comisión de la Academia y reproducida en los Comptes Rengues y un resumen de la misma en L'Abeille Médicale. Sin embargo los miembros de la Academia no advirtieron que el novedoso acercamiento al problema de las fiebres mediante un origen de transmisión por insectos, hasta el momento sin precedentes, se trataba de un descubrimiento que solamente años más tarde sería reconocido como válido.

## Cargos públicos
Beauperthuy continuó ejerciendo la medicina en Cumaná mientras que cada vez era más requerido para cargos públicos como Director de la Sociedad en Comandita para la Mejora de la Sal de las Salinas de Araya (1856), se desempeña como médico cirujano del hospital de Cumaná (1859), médico de la Junta Central de Sanidad (1864), médico de la Comisión de Revisión y Reconocimiento de Inválidos del estado Sucre (1869) y médico del hospital de lázaros de Cumaná (1867); por otra parte, Napoleón III le designó, desde 1857, agente consular de Francia en Cumaná. Por sus servicios le fue impuesta la Medalla del Libertador.

## Investigando la lepra
Beauperthuy realizó observaciones y estudios en leprosos durante varios años, desarrollando un metodología que tuvo repercusiones en algunos médicos ingleses y franceses que se interesaron por su método. En 1869 dos de ellos,  Bakewell, Brassac se reunieron con Beauperthuy en Cumaná y establecieron una práctica terapéutica experimental basados en su metodología, finalmente el gobierno inglés encomendó a Beauperthuy la dirección de un hospital para leprosos en la isla de Kaow en la Guayana Inglesa para que continuara con sus experimentaciones. Para allá se trasladó en compañía de dos sobrinos dedicándose a los que sufrían de la lepra.

## Los últimos días
Viajando todos los días en una canoa, desde su pequeña choza de madera a la orilla del río Esequibo, hasta la isla de Kaow donde visitaba a los leprosos y anotaba sus evoluciones, transcurrieron los últimos siete meses de vida del médico y científico humanitario. Durante la madrugada del 3 de septiembre de 1871 murió en su hamaca víctima de una apoplejía.

## El reconocimiento a su obra
La idea de transmisión insectil de la fiebre amarilla propuesta en 1854 por Beauperthuy, solo llegó a ser una verdad científica cuando en 1900 la U.S. Yellow Fever Commission en Cuba demostró experimentalmente que la fiebre amarilla es transmitida por el Aedes aegypti y que el agente etiológico era un virus filtrable.
Antes de su muerte nadie reparó interés en esa idea, si bien un profesor de fisiología de la Universidad de Roma, Sócrate Cadet, le envió una carta a Beauperthuy luego de conocer sus estudios, pero dirigiéndose a la terapéutica de la enfermedad y resaltando el uso que le daba al microscopio en el estudio, posteriormente otra misiva del italiano a otro colega le refirió a Beauperthuy en los mismos términos.
En 1872 un informe de un oficial francés enviado por el gobierno de su país para evaluar el tratamiento de la lepra aplicado por Beauperthuy, escribió en el informe su rechazo a la idea de éste de la transmisión “por un zancudo” de las fiebres en los pacientes.
En 1881 Carlos Finlay llegó a la conclusión de que la fiebre amarilla se transmitía de unas personas a otras mediante un zancudo, esto lo hizo sin hacer referencia a las obras de Beauperthuy. En 1884 Luis Peña, médico cirujano del Centro Médico de Cienfuegos llevó a la comunidad médica de Cuba el planteamiento sobre la original idea al respecto que había planteado Beauperthuy hacía treinta años y volvió al mismo comentario en 1896.
En 1907, Arístides Agramonte, un reconocido galeno Cubano miembro de la comunidad médica de Estados Unidos e integrante de la U.S. Yellow Fever Commission, le correspondió establecer el pionero aporte de Beauperthuy a la idea de la transmisión vía insectos de la enfermedad, reclamando «el título de "abuelo" de la teoría del mosquito en la fiebre amarilla». En un informe publicado posteriormente en el Boston Medical Surgical Journal, Agramonte indicó que «en una fecha tan lejana como 1853 definitivamente vio el papel de los mosquitos en la propagación de la malaria y de la fiebre amarilla». Igualmente el autor aclaró que «desde los artículos de Beauperthuy 1854-1870 ninguna mención se encuentra en la literatura médica, de la intervención de los insectos en la propagación de las enfermedades».
En 1908 un editorial de The British Medical Journal explicaba porqué Beauperthuy no fue reconocido en su momento. Posteriormente, otras publicaciones francesas se hicieron eco del reconocimiento. En fechas recientes, compendios de la historia de medicina reconocen el original aporte de Beauperthuy.

## Algunas publicaciones
- « Fiebre amarilla », en Gaceta oficial de Cumaná, t. 57 (1854).

- « Recherches sur la cause du choléra asiatique, sur celle du typhus ictérode et des fièvres de marécages », en Comptes rendus des séances de l'Académie des sciences 42: 692-693 (1856).

- « Cause du choléra asiatique », en L'abeille médicale 13: 117 (1856).

- « Travaux scientifiques de Louis Daniel Beauperthuy », Bordeaux, 1891.
- « La obra de Beauperthuy (1807-1871) », Caracas, 1963.

## Honores

### Eponimia
El Hospital de Basse-Terre Centre hospitalier Louis-Daniel Beauperthuy, se estableció en 1959, en su honor.
El hospital de Cumanacoa, ciudad aledaña a Cumaná también lleva su nombre. 

## Otras lecturas
- Suárez, M. M.; Lemoine, W. (1986). « From Internalism to Externalism: A Study of Academic Resistance to New Scientific Findings »publisher=History of Science 24: 383-410.

- Lemoine, Walewska; Suárez, María Matilde (1984). Beauperthuy: de Cumaná a la Academia de Ciencias de París. Fundación para la Ciencia José Gregorio Hernández.